# Поліізотопний елемент
Поліізотопний елемент, полінуклідний елемент, ізотопно-змішаний елемент, різнорідний елемент, плеяда — хімічний елемент, характеристичний ізотопний склад якого включає кілька ізотопів. Тобто такий елемент представлений у природі кількома ізотопами. З 84 елементів, для яких визначено характеристичний природний ізотопний склад, 63 є поліізотопними. Решта 21 елемент називаються моноізотопними.
Іноді поліізотопними елементами називають елементи, що мають кілька стабільних нуклідів. За цим визначенням до поліізотопних елементів належать 55 елементів. Це визначення більш універсальне, оскільки не залежить від значення характеристичного ізотопного складу елемента, але, згідно з ним, рубідій, європій, індій і реній, які мають тільки по одному стабільному ізотопу, не є поліізотопними. При цьому в природі ці елементи містять сумірну кількість радіоактивного ізотопу, тому фактично природні рубідій, європій, індій і реній є сумішами ізотопів.
Атомна маса таких елементів визначається як середньозважена атомна маса всіх наявних у природі ізотопів цього хімічного елемента з урахуванням їх природної (відсоткової) поширеності в земній корі й атмосфері. До недавнього часу вважалося, що ізотопний склад поліізотопних елементів, а, отже й їхня атомна маса, сталі. Але виявлено, що ці величини злегка варіюються в залежності від того, з якого джерела отримано елемент.
Серед поліізотопних елементів можна виділити:
- елементи, що складаються тільки зі стабільних нуклідів;
- елементи, що містять як стабільні, так і радіоактивні нукліди: ванадій, рубідій, індій, лантан, лютецій, реній і європій;
- елементи, що мають тільки радіоактивні нукліди: торій і уран.

Поліізотопні елементи можна розділити на дві групи:
- елементи з переважанням одного з нуклідів;
- елементи, що містять співмірні кількості декількох нуклідів.

До першої групи можна віднести 20 із 63 поліізотопних елементів, у яких вміст одного з нуклідів більш ніж на порядок перевищує вміст інших. Це: водень, гелій, літій, аргон, ванадій, залізо, тантал, лантан, індій, вуглець, азот, кисень, неон, кремній, сірка, калій, кальцій, лютецій, торій, уран.